# Hohøj
Hohøj är Danmarks största gravhög. Den ligger 2 km öster om Mariager i Region Nordjylland, 190 km nordväst om Köpenhamn. Toppen på Hohøj är 110 meter över havet.